# Marameo (film)
Marameo è un film per la televisione del 2008, con Enzo Iacchetti. Il film narra la storia di un padre che vede sua figlia allontanarsi sempre di più.
Il film è andato in onda sulla Televisione Svizzera Italiana.

## Trama
Ottavio è un padre di famiglia che sta vivendo una situazione conflittuale con la figlia adolescente Jessica, afflitta dai tipici problemi di quell'età. Ottavio non sa come comportarsi con la ragazza, va in crisi e subisce un'involuzione caratteriale: torna un po' bambino e sogna di far avverare un vecchio progetto che coltivava da fanciullo.